# Paralamyctes newtoni
Paralamyctes newtoni är en mångfotingart som först beskrevs av Filippo Silvestri 1917.  Paralamyctes newtoni ingår i släktet Paralamyctes och familjen fåögonkrypare. Inga underarter finns listade i Catalogue of Life.